# Madsen
Madsen és un grup de música alemany de rock indie provinent de Prießeck, una districte (Ortsteil) del municipi de Clenze (Wendland) a la Baixa Saxònia. Tres dels membres són germans amb el cognom Madsen, d'ací el nom del grup.
La seua música és en alemany i combinen el pop, el rock alternatiu i el punk amb un estil semblant al grup dissolt Tocotronic. Van traure al mercat el seu primer àlbum el 2005 i van assolir el núm. 23 a les llistes alemanyes.

## Història
El germans Madsen van començar a tocar molt joves. A finals dels 90, ja van estar en dos grups: Alice's Gun i Hoerstuatz. Un grup es basava en la música Hard Rock, mentre que l'altra es basava en hip-hop i música de mescla.
El 2004, la banda va voler canviar d'estil i canviaren de nom a Madsen. Van enviar les seues maquetes a Universal Music, la qual va sentir la seua música i van signar un contracte a finals de 2004. Van tocar en molts festivals locals i regionals fins que es convertiren en herois a Wendland.
L'abril i juny del 2005, Madsen va traure els seus dos primers singles, i al maig del 2005, el seu primer àlbum homònim.
Després d'haver tocat en locals menuts el 2004, la banda — amb la publicitat generada per Universal Music — va rebre l'oportunitat de tocar davant grans audiències. Des de llavors, han tocat en festivals multitudinaris i han tingut diverses aparicions a la MTV i la seua música ha sonat en les ràdios.
El 2005 la banda ha tocat en molts festivals arreu Alemanya, inclouent: Rock im Park, Rock am Ring, Highfield, i Hurricane. Al juny del 2006, Madsen va tocar al festival de Nova Rock junt a grups com Audioslave, System of a Down, Green Day, Metallica, i Guns N' Roses.
L'agost del 2006 Madsen va traure el seu segon disc anomenat Goodbye Logik i assolí el núm. 8 a les llistes de música alemanyes.

## Discografia
Madsen
Madsen va llançar el seu disc de debut Madsen el 5 de maig de 2005.
1. Vielleicht (Potser)
2. Immer mehr (Més i més)
3. Die Perfektion (La perfecció)
4. Unsichtbar (Invisible)
5. Diese Kinder (Aquests xics)
6. Immer wieder (Contínuament)
7. Panik (Pànic)
8. Im Dunkeln (A la foscor)
9. Lüg mich an (Menteix-me)
10. Mein Therapeut und ich (El meu terapeuta i jo)
11. Wohin (A on)

Goodbye Logik
- El seu segon disc s'anomena "Goodbye Logik" i va ser tret l'11 d'agost de 2006. La música d'aquest disc s'apropa més al pop comparant-lo amb el seu primer que tenia un estil més punk.

1. Du schreibst Geschichte (Tu escrius la història)
2. Ein Sturm (Una tempesta)
3. Piraten (Pirates)
4. Goodbye Logik (Adéu Lògica)
5. Ich rette die Welt (Jo salve el món)
6. Unzerbrechlich (Irrompible)
7. Ich komme nicht mit (Jo no me'n vaig amb tu)
8. Der Moment (El Moment)
9. Happy End (Final feliç)
10. Ein Produkt (Un producte)
11. Euphorie (Eufòria)

Frieden im Krieg
1. Ja oder Nein (Sí o no)
2. Nachtbaden (Nit de natació)
3. Nitro
4. Vollidiot (ruc)
5. Du bist wie Du bist (ets com ets)
6. Grausam und schön (Tractes o Penes Cruels I Hermoso)
7. Verschwende dich nicht (Residus no teu)
8. Liebeslied (cançó d'amor)
9. Astronaut (astronauta)
10. Kein Weg zu weit (Carretera no està massa lluny)
11. Wenn der Regen (Quan la pluja)
12. Frieden im Krieg (Pau a la guerra)

Frieden im Krieg - EP
1. Arschloch (Imbècil)
2. Ich will das nicht (No estic)
3. Kein Mann für eine Nacht (Cap home per una nit)
4. Die Liebesinflation (Inflació amor)
5. Warum? (Per què?)

Singles
- Die Perfektion, tret l'1 d'abril de 2005. Assolí el núm. 67 a les llistes alemanyes.
- Immer mehr, tret el 3 de juny de 2005. Assolí el núm. 96 a les llistes alemanyes.
- Vielleicht
- Du schreibst Geschichte, tret el 28 de juliol de 2006. Assolí el núm. 55 a les llistes alemanyes i el núm. 64 a les llistes austríaques.
- Goodbye Logik
- Der Moment. Assolí el núm. 95 a les llistes alemanyes
- Ein Sturm
- Nachtbaden. Assolí el núm. 60 a les llistes alemanyes i el núm. 74 a les llistes austríaques.
- Verschwende dich nicht. Assolí el núm. 93 a les llistes alemanyes
- Liebeslied
- Kein Mann für eine Nacht

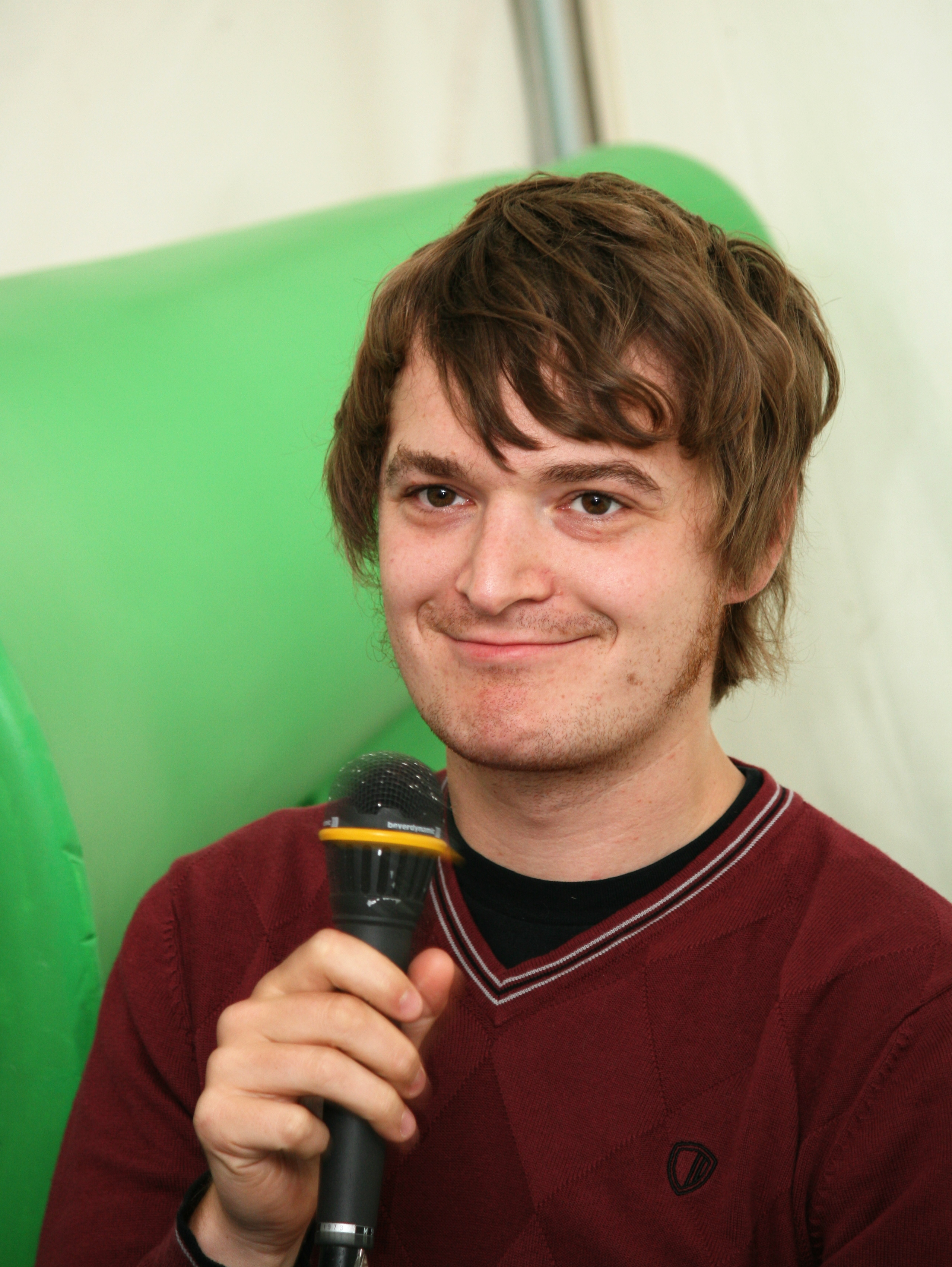
Sebastian Madsen: Veus i guitarra
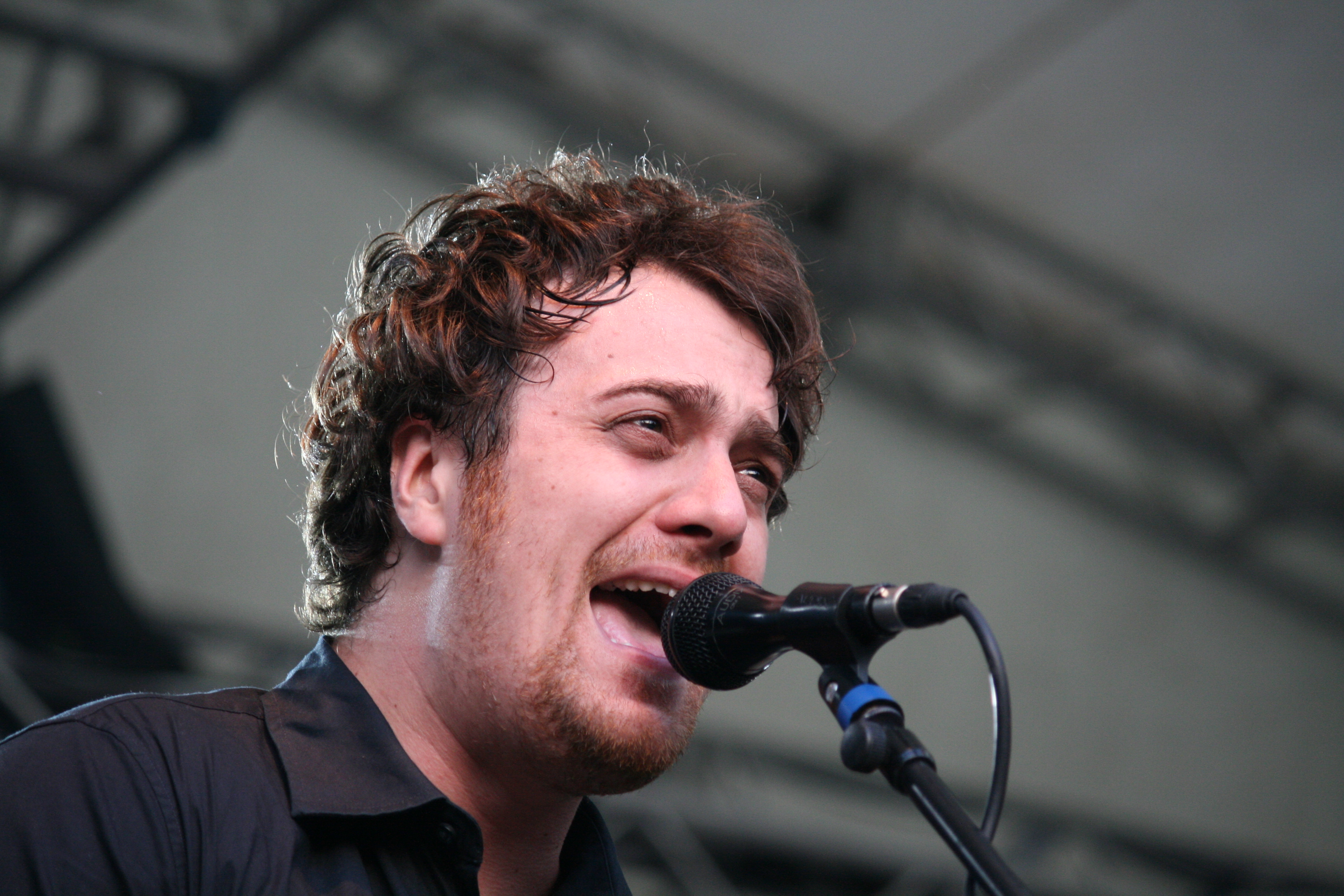
Johannes Madsen: Guitarra
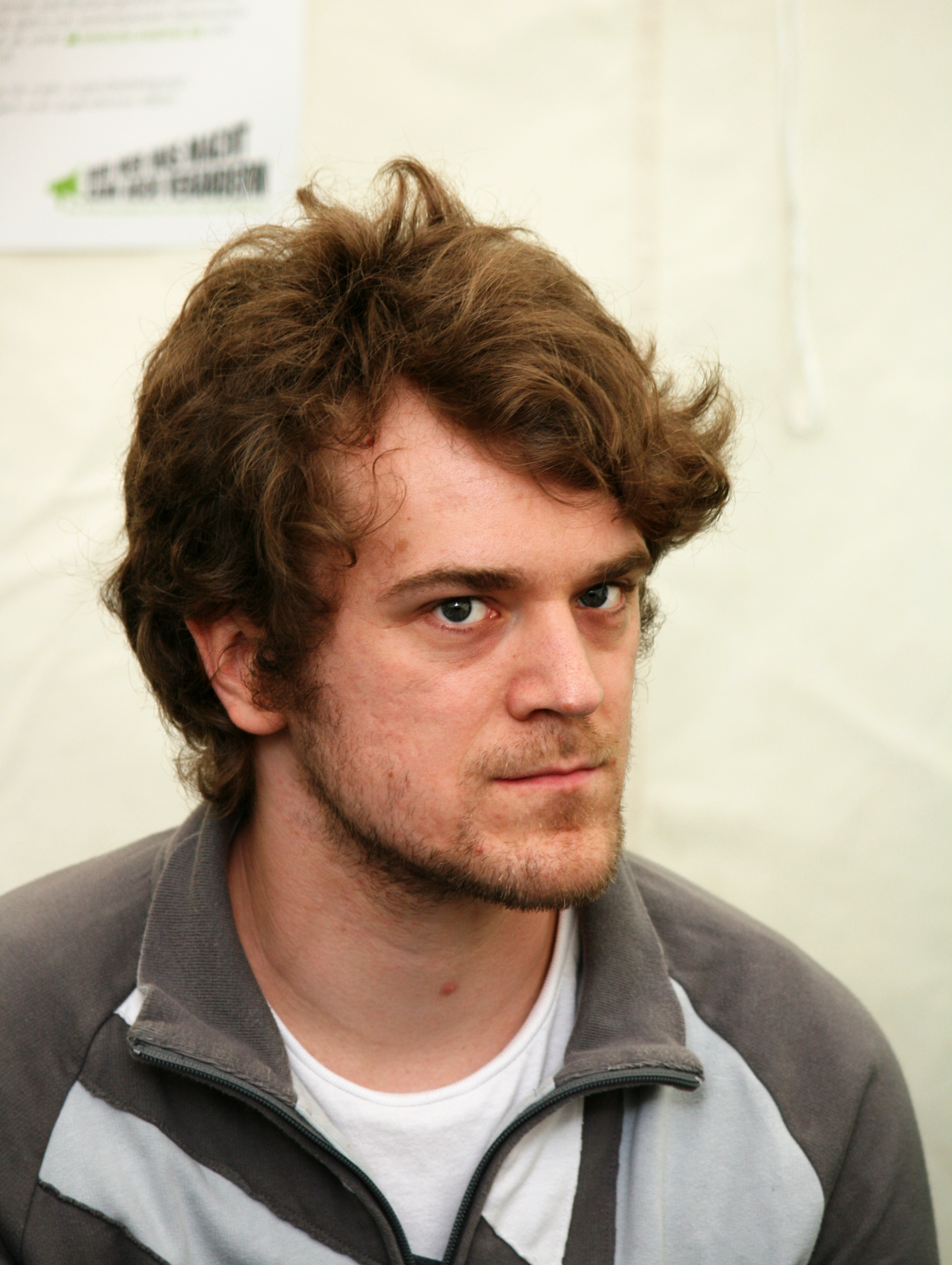
Sascha Madsen: Bateria
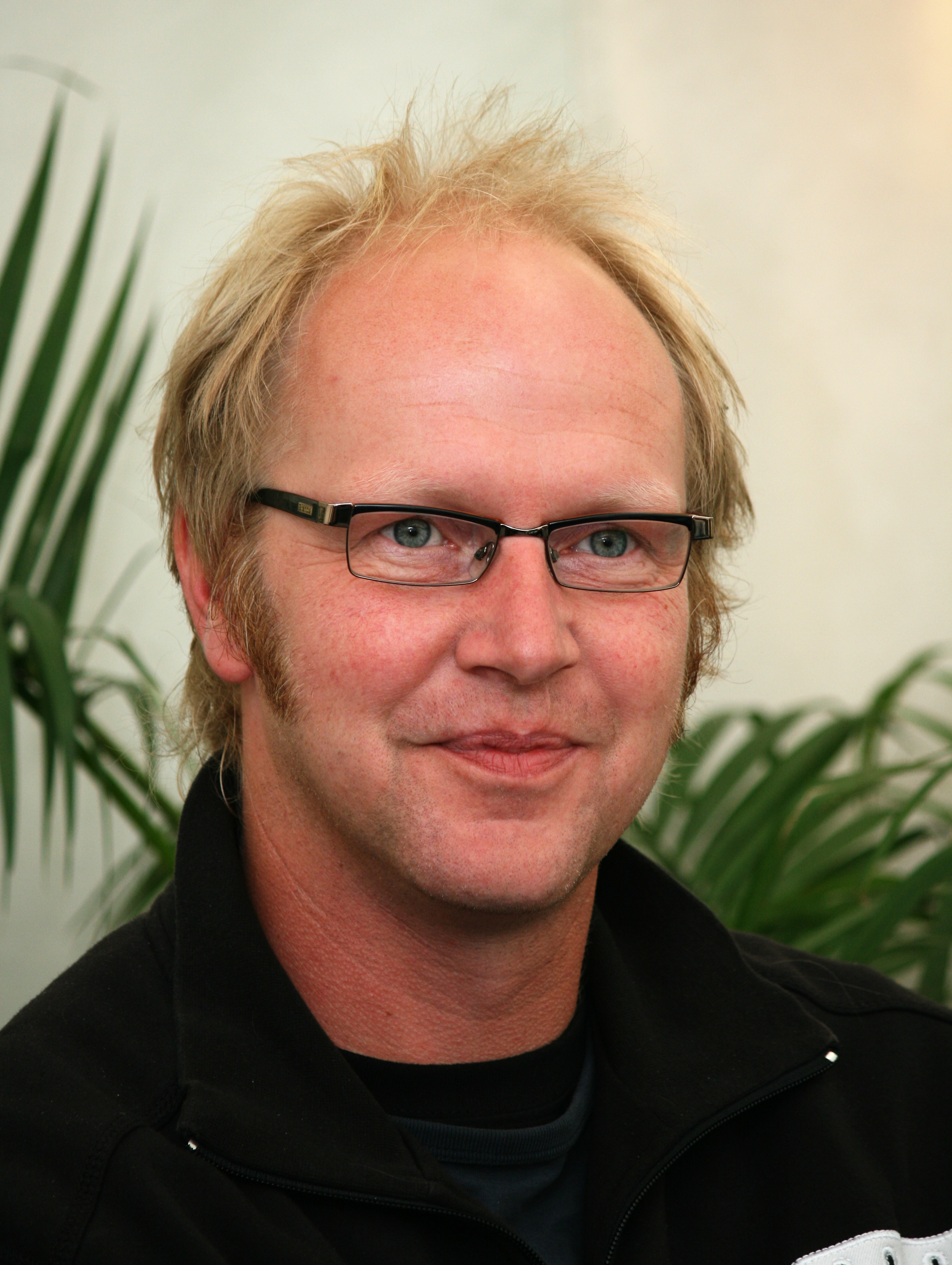
Folkert Jahnke: Teclats
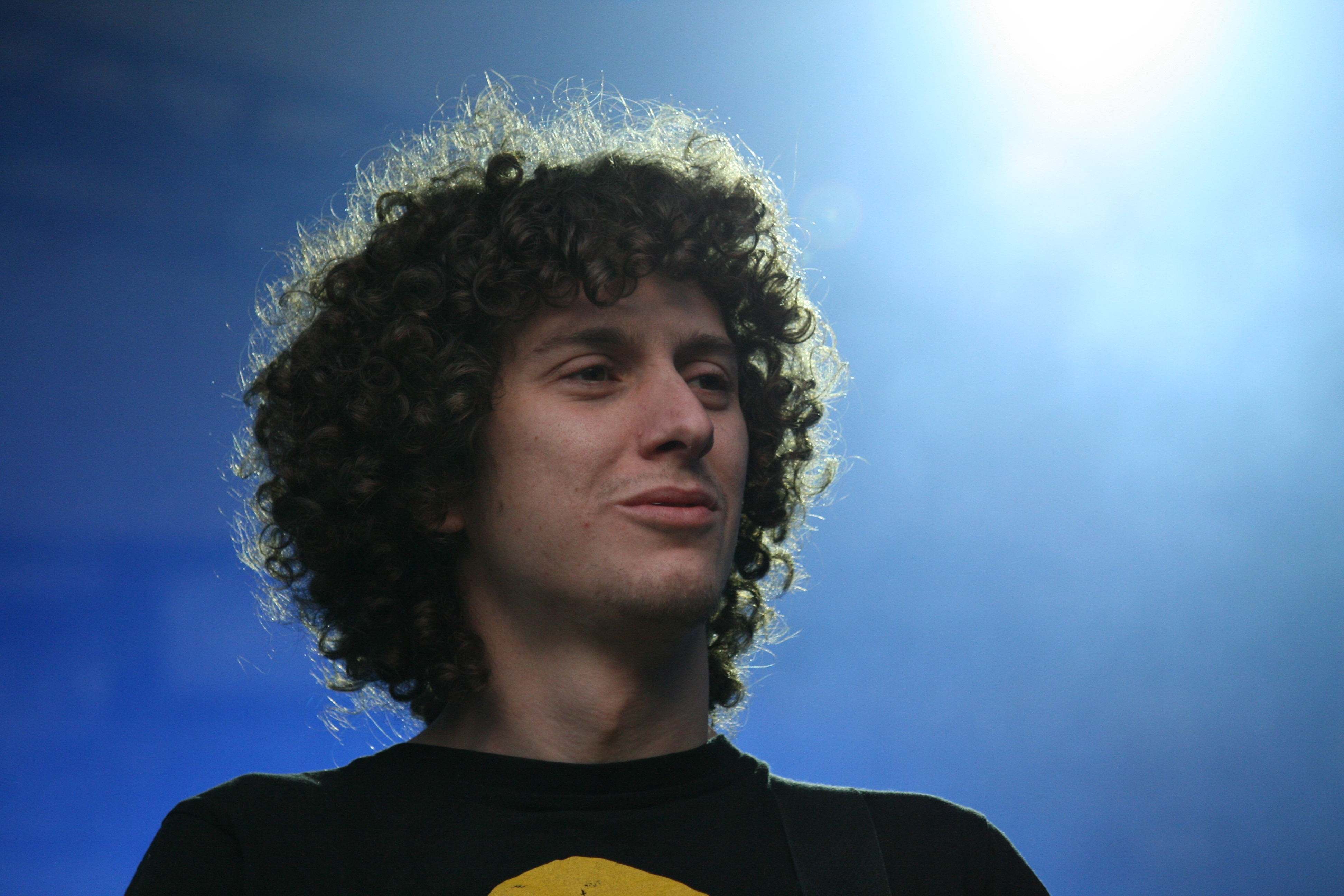
Niko Maurer: Baix